# Olympische Sommerspiele 1972/Ringen
Bei den XX. Olympischen Sommerspielen 1972 in München fanden 20 Wettbewerbe im Ringen statt, je zehn im Freistil und im griechisch-römischen Stil. Austragungsort war die Judo- und Ringerhalle auf dem Messegelände Theresienhöhe. Auf dem Programm standen je zwei Gewichtsklassen mehr als zuvor. Die Kampfzeit war auf drei Mal drei Minuten beschränkt. Ein Ringer blieb solange im Turnier, bis er mit sechs Minuspunkten belastet war, Turniersieger wurde der Athlet mit der geringsten Zahl von Fehlpunkten.

## Bilanz

### Medaillenspiegel
| Platz | Land               | Gold | Silber | Bronze | Gesamt |
| ----- | ------------------ | ---- | ------ | ------ | ------ |
| 1     | Sowjetunion        | 9    | 4      | 1      | 14     |
| 2     | Vereinigte Staaten | 3    | 2      | 1      | 6      |
| 3     | Bulgarien          | 2    | 4      | 2      | 8      |
| 4     | Japan              | 2    | 2      | –      | 4      |
| 5     | Rumänien           | 2    | –      | 2      | 4      |
| 6     | Ungarn             | 1    | –      | 4      | 5      |
| 7     | Tschechoslowakei   | 1    | –      | –      | 1      |
| 8     | BR Deutschland     | –    | 1      | 1      | 2      |
| 8     | Iran               | –    | 1      | 1      | 2      |
| 8     | Schweden           | –    | 1      | 1      | 2      |
| 8     | Jugoslawien        | –    | 1      | 1      | 2      |
| 12    | DDR                | –    | 1      | –      | 1      |
| 12    | Griechenland       | –    | 1      | –      | 1      |
| 12    | Mongolei           | –    | 1      | –      | 1      |
| 12    | Türkei             | –    | 1      | –      | 1      |
| 16    | Italien            | –    | –      | 2      | 2      |
| 16    | Polen              | –    | –      | 2      | 2      |
| 18    | Finnland           | –    | –      | 1      | 1      |
| 18    | Nordkorea          | –    | –      | 1      | 1      |

### Medaillengewinner
| Konkurrenz         | Gold               | Silber                 | Bronze              |
| ------------------ | ------------------ | ---------------------- | ------------------- |
| Papiergewicht      | Roman Dmitrijew    | Ognjan Nikolow         | Ibrahim Javadi      |
| Fliegengewicht     | Kiyomi Katō        | Arsen Alachwerdijew    | Kim Gwong-hyong     |
| Bantamgewicht      | Hideaki Yanagida   | Richard Sanders        | László Klinga       |
| Federgewicht       | Sagalaw Abdulbekow | Vehbi Akdağ            | Iwan Krastew        |
| Leichtgewicht      | Dan Gable          | Kikuo Wada             | Ruslan Aschuralijew |
| Weltergewicht      | Wayne Wells        | Jan Karlsson           | Adolf Seger         |
| Mittelgewicht      | Lewan Tediaschwili | John Peterson          | Vasile Iorga        |
| Halbschwergewicht  | Benjamin Peterson  | Gennadi Strachow       | Károly Bajkó        |
| Schwergewicht      | Iwan Jarygin       | Chorloogiin Bajanmönch | József Csatári      |
| Superschwergewicht | Alexander Medwed   | Osman Duraliew         | Chris Taylor        |

| Konkurrenz         | Gold                   | Silber               | Bronze             |
| ------------------ | ---------------------- | -------------------- | ------------------ |
| Papiergewicht      | Gheorghe Berceanu      | Rahim Aliabadi       | Stefan Angelow     |
| Fliegengewicht     | Petar Kirow            | Koichiro Hirayama    | Giuseppe Bognanni  |
| Bantamgewicht      | Rustem Kasakow         | Hans-Jürgen Veil     | Risto Björlin      |
| Federgewicht       | Georgi Markow          | Heinz-Helmut Wehling | Kazimierz Lipień   |
| Leichtgewicht      | Schamil Chissamutdinow | Stojan Apostolow     | Gian-Matteo Ranzi  |
| Weltergewicht      | Vítězslav Mácha        | Petros Galaktopoulos | Jan Karlsson       |
| Mittelgewicht      | Csaba Hegedűs          | Anatoli Nasarenko    | Milan Nenadić      |
| Halbschwergewicht  | Waleri Resanzew        | Josip Čorak          | Czesław Kwieciński |
| Schwergewicht      | Nicolae Martinescu     | Nikolai Jakowenko    | Ferenc Kiss        |
| Superschwergewicht | Anatoli Roschtschin    | Alexandar Tomow      | Victor Dolipschi   |

## Zeitplan
| 1 | Runde 1 | 2 | Runde 2 | 3 | Runde 3 | 4 | Runde 4 | 5 | Runde 5 |  | Runde 5 bzw. 6 und Finale |  | Finale |

| Wettbewerbe        | Wettbewerbe        | August / September | August / September | August / September | August / September | August / September | August / September | August / September | August / September | August / September | August / September | August / September | August / September | August / September | August / September | August / September |
| Freistil           | Freistil           | 27.                | 28.                | 29.                | 30.                | 31.                | 01.                | 02.                | 03.                | 04.                | 05.                | 06.                | 07.                | 08.                | 09.                | 10.                |
| ------------------ | ------------------ | ------------------ | ------------------ | ------------------ | ------------------ | ------------------ | ------------------ | ------------------ | ------------------ | ------------------ | ------------------ | ------------------ | ------------------ | ------------------ | ------------------ | ------------------ |
| Papiergewicht      | bis 48 kg          | 1                  | 2                  | 3                  | 4                  |                    |                    |                    |                    |                    |                    |                    |                    |                    |                    |                    |
| Fliegengewicht     | bis 52 kg          | 1                  | 2                  | 3                  | 4 / 5              |                    |                    |                    |                    |                    |                    |                    |                    |                    |                    |                    |
| Bantamgewicht      | bis 57 kg          | 1                  | 2                  | 3                  | 4 / 5              |                    |                    |                    |                    |                    |                    |                    |                    |                    |                    |                    |
| Federgewicht       | bis 62 kg          | 1                  | 2                  | 3                  | 4 / 5              |                    |                    |                    |                    |                    |                    |                    |                    |                    |                    |                    |
| Leichtgewicht      | bis 68 kg          | 1                  | 2                  | 3                  | 4 / 5              |                    |                    |                    |                    |                    |                    |                    |                    |                    |                    |                    |
| Weltergewicht      | bis 74 kg          | 1                  | 2                  | 3                  | 4 / 5              |                    |                    |                    |                    |                    |                    |                    |                    |                    |                    |                    |
| Mittelgewicht      | bis 82 kg          | 1                  | 2                  | 3                  | 4 / 5              |                    |                    |                    |                    |                    |                    |                    |                    |                    |                    |                    |
| Halbschwergewicht  | bis 90 kg          | 1                  | 2                  | 3                  | 4 / 5              |                    |                    |                    |                    |                    |                    |                    |                    |                    |                    |                    |
| Schwergewicht      | bis 100 kg         | 1                  | 2                  | 3                  | 4                  |                    |                    |                    |                    |                    |                    |                    |                    |                    |                    |                    |
| Superschwergewicht | über 100 kg        | 1                  | 2                  | 3                  | 4                  |                    |                    |                    |                    |                    |                    |                    |                    |                    |                    |                    |
| griechisch-römisch | griechisch-römisch | 27.                | 28.                | 29.                | 30.                | 31.                | 01.                | 02.                | 03.                | 04.                | 05.                | 06.                | 07.                | 08.                | 09.                | 10.                |
| Papiergewicht      | bis 48 kg          |                    |                    |                    |                    |                    |                    |                    |                    |                    | 1                  |                    | 2                  | 3                  | 4 / 5              |                    |
| Fliegengewicht     | bis 52 kg          |                    |                    |                    |                    |                    |                    |                    |                    |                    | 1                  |                    | 2                  | 3                  | 4 / 5              |                    |
| Bantamgewicht      | bis 57 kg          |                    |                    |                    |                    |                    |                    |                    |                    |                    | 1                  |                    | 2                  | 3                  | 4 / 5              |                    |
| Federgewicht       | bis 62 kg          |                    |                    |                    |                    |                    |                    |                    |                    |                    | 1                  |                    | 2                  | 3                  | 4 / 5              |                    |
| Leichtgewicht      | bis 68 kg          |                    |                    |                    |                    |                    |                    |                    |                    |                    | 1                  |                    | 2                  | 3                  | 4 / 5              |                    |
| Weltergewicht      | bis 74 kg          |                    |                    |                    |                    |                    |                    |                    |                    |                    |                    | 1                  | 2                  | 3                  | 4 / 5              |                    |
| Mittelgewicht      | bis 82 kg          |                    |                    |                    |                    |                    |                    |                    |                    |                    |                    | 1                  | 2                  | 3                  | 4 / 5              |                    |
| Halbschwergewicht  | bis 90 kg          |                    |                    |                    |                    |                    |                    |                    |                    |                    |                    | 1                  | 2                  | 3                  | 4 / 5              |                    |
| Schwergewicht      | bis 100 kg         |                    |                    |                    |                    |                    |                    |                    |                    |                    |                    | 1                  | 2                  | 3                  | 4                  |                    |
| Superschwergewicht | über 100 kg        |                    |                    |                    |                    |                    |                    |                    |                    |                    |                    | 1                  | 2                  | 3                  | 4                  |                    |

## Ergebnisse Freistil

### Papiergewicht (bis 48 kg)

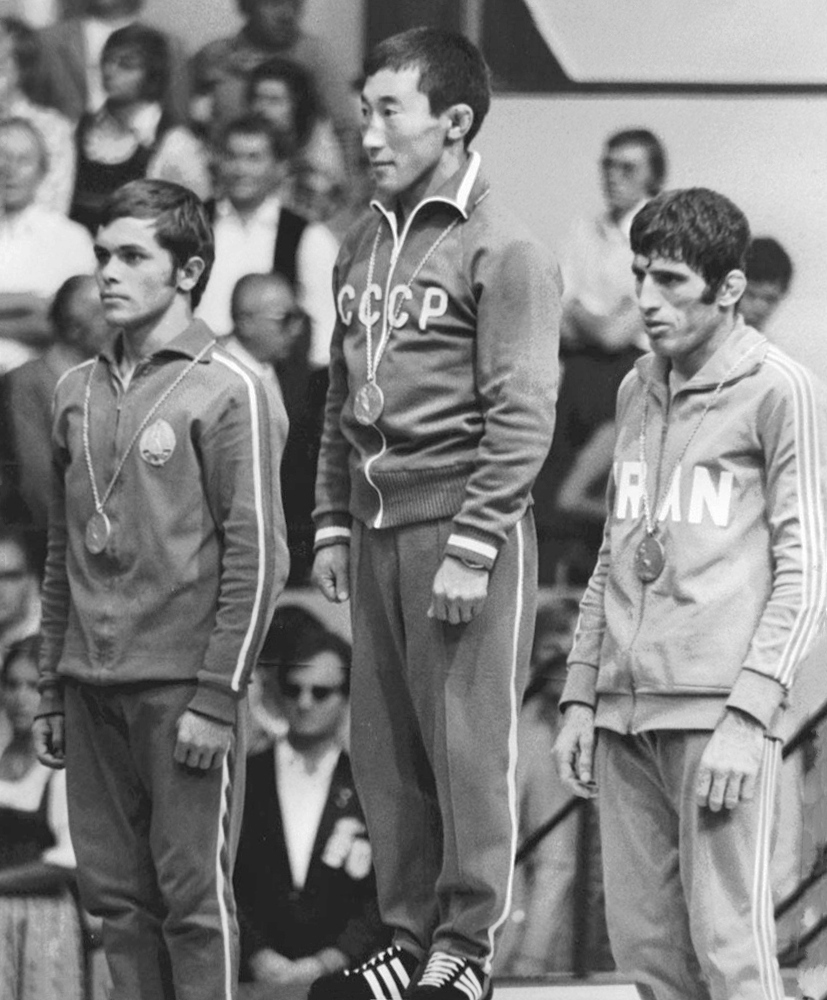
Siegerehrung (v. l. n. r.: Nikolow, Dmitrijew, Javadi)

| Platz | Land | Sportler        |
| ----- | ---- | --------------- |
| 1     | URS  | Roman Dmitrijew |
| 2     | BUL  | Ognjan Nikolow  |
| 3     | IRN  | Ibrahim Javadi  |
| 4     | TUR  | Sefer Baygin    |
| 5     | ROM  | Ion Arapu       |
| 6     | JPN  | Masahiko Umeda  |
| 7     | FRG  | Rolf Lacour     |
| 7     | GDR  | Jürgen Möbius   |

Datum: 27. bis 31. August 1972 

14 Teilnehmer aus 14 Ländern

### Fliegengewicht (bis 52 kg)
| Platz | Land | Sportler            |
| ----- | ---- | ------------------- |
| 1     | JPN  | Kiyomi Katō         |
| 2     | URS  | Arsen Alachwerdijew |
| 3     | PRK  | Kim Gwong-hyong     |
| 4     | IND  | Sudesh Kumar        |
| 5     | ROM  | Petre Ciarnău       |
| 6     | CAN  | Gordon Bertie       |
|       |      |                     |
| 17    | GDR  | Willi Bock          |
| 17    | FRG  | Mario Sabatini      |

Datum: 27. bis 31. August 1972 

24 Teilnehmer aus 24 Ländern

### Bantamgewicht (bis 57 kg)
| Platz | Land | Sportler         |
| ----- | ---- | ---------------- |
| 1     | JPN  | Hideaki Yanagida |
| 2     | USA  | Richard Sanders  |
| 3     | HUN  | László Klinga    |
| 4     | IND  | Prem Nath        |
| 5     | BUL  | Iwan Schawow     |
| 6     | GDR  | Horst Mayer      |
|       |      |                  |
| 20    | AUT  | Ernst Hack       |

Datum: 27. bis 31. August 1972 

28 Teilnehmer aus 28 Ländern

### Federgewicht (bis 62 kg)
| Platz | Land | Sportler                 |
| ----- | ---- | ------------------------ |
| 1     | URS  | Sagalaw Abdulbekow       |
| 2     | TUR  | Vehbi Akdağ              |
| 3     | BUL  | Iwan Krastew             |
| 4     | JPN  | Kiyoshi Abe              |
| 5     | IRN  | Shamseddin Seyyed Abbasi |
| 6     | ROM  | Petre Coman              |
|       |      |                          |
| 8     | FRG  | Gerhard Weisenberger     |
| 18    | SUI  | Jakob Tanner             |

Datum: 27. bis 31. August 1972 

26 Teilnehmer aus 26 Ländern

### Leichtgewicht (bis 68 kg)
| Platz | Land | Sportler                   |
| ----- | ---- | -------------------------- |
| 1     | USA  | Dan Gable                  |
| 2     | JPN  | Kikuo Wada                 |
| 3     | URS  | Ruslan Aschuralijew        |
| 4     | TUR  | Ali Şahin                  |
| 5     | MGL  | Tsedendambyn Natsagdordsch |
| 6     | GDR  | Udo Schröder               |
|       |      |                            |
| 13    | FRG  | Klaus Rost                 |
| 19    | SUI  | André Chardonnens          |

Datum: 27. bis 31. August 1972 

25 Teilnehmer aus 25 Ländern

### Weltergewicht (bis 74 kg)
| Platz | Land | Sportler          |
| ----- | ---- | ----------------- |
| 1     | USA  | Wayne Wells       |
| 2     | SWE  | Jan Karlsson      |
| 3     | FRG  | Adolf Seger       |
| 4     | BUL  | Jancho Pawlow     |
| 5     | IRN  | Mansour Barzegar  |
| 5     | GDR  | Wolfgang Nitschke |
| 5     | FRA  | Daniel Robin      |
| 8     | SUI  | Robert Blaser     |
|       |      |                   |
| 18    | AUT  | Bruno Hartmann    |

Datum: 27. bis 31. August 1972 

25 Teilnehmer aus 25 Ländern

### Mittelgewicht (bis 82 kg)
| Platz | Land | Sportler           |
| ----- | ---- | ------------------ |
| 1     | URS  | Lewan Tediaschwili |
| 2     | USA  | John Peterson      |
| 3     | ROM  | Vasile Iorga       |
| 4     | GDR  | Horst Stottmeister |
| 5     | JPN  | Tatsuo Sasaki      |
| 6     | FRG  | Peter Neumair      |
| 7     | SUI  | Jimmy Martinetti   |

Datum: 27. bis 31. August 1972 

25 Teilnehmer aus 25 Ländern

### Halbschwergewicht (bis 90 kg)
| Platz | Land | Sportler           |
| ----- | ---- | ------------------ |
| 1     | USA  | Benjamin Peterson  |
| 2     | URS  | Gennadi Strachow   |
| 3     | HUN  | Károly Bajkó       |
| 4     | BUL  | Rusi Petrow        |
| 5     | IRN  | Reza Khorrami      |
| 5     | CUB  | Bárbaro Morgan     |
| 7     | GDR  | Günter Spindler    |
|       |      |                    |
| 11    | FRG  | Ernst Knoll        |
| 11    | CHE  | Étienne Martinetti |

Datum: 27. bis 31. August 1972 

23 Teilnehmer aus 23 Ländern

### Schwergewicht (bis 100 kg)
| Platz | Land | Sportler               |
| ----- | ---- | ---------------------- |
| 1     | URS  | Iwan Jarygin           |
| 2     | MGL  | Chorloogiin Bajanmönch |
| 3     | HUN  | József Csatári         |
| 4     | BUL  | Vasil Todorow          |
| 5     | ROM  | Enache Panait          |
| 6     | POL  | Ryszard Długosz        |
|       |      |                        |
| 8     | CHE  | Bruno Jutzeler         |
| 12    | GDR  | Gerd Bachmann          |

Datum: 27. bis 31. August 1972 

16 Teilnehmer aus 16 Ländern

### Superschwergewicht (über 100 kg)
| Platz | Land | Sportler               |
| ----- | ---- | ---------------------- |
| 1     | URS  | Alexander Medwed       |
| 2     | BUL  | Osman Duraliew         |
| 3     | USA  | Chris Taylor           |
| 4     | IRN  | Moslem Eskandar-Filabi |
| 5     | FRG  | Wilfried Dietrich      |
| 6     | GDR  | Peter Germer           |

Datum: 27. bis 31. August 1972 

13 Teilnehmer aus 13 Ländern

## Ergebnisse griechisch-römischer Stil

### Papiergewicht (bis 48 kg)
| Platz | Land | Sportler          |
| ----- | ---- | ----------------- |
| 1     | ROM  | Gheorghe Berceanu |
| 2     | IRN  | Rahim Aliabadi    |
| 3     | BUL  | Stefan Angelow    |
| 4     | FIN  | Raimo Hirvonen    |
| 5     | JPN  | Kazuharu Ishida   |
| 6     | ITA  | Lorenzo Calafiore |
| 7     | GDR  | Bernd Drechsel    |
| 8     | FRG  | Günter Maas       |

Datum: 5. bis 10. September 1972 

20 Teilnehmer aus 20 Ländern

### Fliegengewicht (bis 52 kg)
| Platz | Land | Sportler          |
| ----- | ---- | ----------------- |
| 1     | BUL  | Petar Kirow       |
| 2     | JPN  | Koichiro Hirayama |
| 3     | ITA  | Giuseppe Bognanni |
| 4     | POL  | Jan Michalik      |
| 5     | HUN  | József Doncsecz   |
| 5     | TCH  | Miroslav Zeman    |
|       |      |                   |
| 10    | FRG  | Fritz Huber       |

Datum: 5. bis 10. September 1972 

20 Teilnehmer aus 20 Ländern

### Bantamgewicht (bis 57 kg)
| Platz | Land | Sportler           |
| ----- | ---- | ------------------ |
| 1     | URS  | Rustem Kasakow     |
| 2     | FRG  | Hans-Jürgen Veil   |
| 3     | FIN  | Risto Björlin      |
| 4     | HUN  | János Varga        |
| 5     | BUL  | Christo Traikow    |
| 6     | ROM  | Ion Baciu          |
|       |      |                    |
| 19    | AUT  | Ernst Hack         |
| 19    | GDR  | Wolfgang Radmacher |

Datum: 5. bis 10. September 1972 

29 Teilnehmer aus 29 Ländern

### Federgewicht (bis 62 kg)
| Platz | Land | Sportler             |
| ----- | ---- | -------------------- |
| 1     | BUL  | Georgi Markow        |
| 2     | GDR  | Heinz-Helmut Wehling |
| 3     | POL  | Kazimierz Lipień     |
| 4     | JPN  | Hideo Fujimoto       |
| 5     | URS  | Jemal Megrelischwili |
| 6     | ROM  | Ion Păun             |
|       |      |                      |
| 12    | SUI  | Jakob Tanner         |

Datum: 5. bis 10. September 1972 

19 Teilnehmer aus 19 Ländern

### Leichtgewicht (bis 68 kg)
| Platz | Land | Sportler               |
| ----- | ---- | ---------------------- |
| 1     | URS  | Schamil Chissamutdinow |
| 2     | BUL  | Stojan Apostolow       |
| 3     | ITA  | Gian-Matteo Ranzi      |
| 4     | FRG  | Manfred Schöndorfer    |
| 5     | JPN  | Takashi Tanoue         |
| 6     | TUR  | Seyyit Hışırlı         |
| 6     | HUN  | Antal Steer            |
|       |      |                        |
| 12    | GDR  | Klaus-Peter Göpfert    |
| 12    | SUI  | Heinz Rhyn             |

Datum: 5. bis 10. September 1972 

23 Teilnehmer aus 23 Ländern

### Weltergewicht (bis 74 kg)
| Platz | Land | Sportler             |
| ----- | ---- | -------------------- |
| 1     | TCH  | Vítězslav Mácha      |
| 2     | GRE  | Petros Galaktopoulos |
| 3     | SWE  | Jan Karlsson         |
| 4     | BUL  | Iwan Kolew           |
| 5     | YUG  | Momir Kecman         |
| 6     | FRA  | Daniel Robin         |
| 7     | GDR  | Klaus Pohl           |
| 8     | FRG  | Werner Schröter      |
|       |      |                      |
| 10    | AUT  | Franz Berger         |
| 15    | SUI  | Robert Blaser        |

Datum: 6. bis 10. September 1972 

20 Teilnehmer aus 20 Ländern

### Mittelgewicht (bis 82 kg)
| Platz | Land | Sportler          |
| ----- | ---- | ----------------- |
| 1     | HUN  | Csaba Hegedűs     |
| 2     | URS  | Anatoli Nasarenko |
| 3     | YUG  | Milan Nenadić     |
| 4     | TCH  | Miroslav Janota   |
| 5     | ROM  | Ion Gabor         |
| 6     | GDR  | Frank Hartmann    |
|       |      |                   |
| 15    | FRG  | Reinhold Hucker   |
| 15    | SUI  | Jimmy Martinetti  |

Datum: 6. bis 10. September 1972 

20 Teilnehmer aus 20 Ländern

### Halbschwergewicht (bis 90 kg)
| Platz | Land | Sportler               |
| ----- | ---- | ---------------------- |
| 1     | URS  | Waleri Resanzew        |
| 2     | YUG  | Josip Čorak            |
| 3     | POL  | Czesław Kwieciński     |
| 4     | HUN  | József Pércsi          |
| 5     | NOR  | Håkon Øverby           |
| 6     | ROM  | Nicolae Neguț          |
|       |      |                        |
| 8     | GDR  | Lothar Metz            |
| 8     | FRG  | Günter Kowalewski      |
| 11    | SUI  | Jean-Marie Chardonnens |

Datum: 6. bis 10. September 1972 

14 Teilnehmer aus 14 Ländern

### Schwergewicht (bis 100 kg)
| Platz | Land | Sportler           |
| ----- | ---- | ------------------ |
| 1     | ROM  | Nicolae Martinescu |
| 2     | URS  | Nikolai Jakowenko  |
| 3     | HUN  | Ferenc Kiss        |
| 4     | BUL  | Christo Ignatow    |
| 5     | GDR  | Fredi Albrecht     |
| 6     | NOR  | Tore Hem           |
|       |      |                    |
| 8     | FRG  | Lorenz Hecher      |
| 8     | SUI  | Ruedi Lüscher      |

Datum: 6. bis 10. September 1972 

14 Teilnehmer aus 14 Ländern

### Superschwergewicht (über 100 kg)
| Platz | Land | Sportler            |
| ----- | ---- | ------------------- |
| 1     | URS  | Anatoli Roschtschin |
| 2     | BUL  | Alexandar Tomow     |
| 3     | ROM  | Victor Dolipschi    |
| 4     | HUN  | József Csatári      |
| 5     | YUG  | Ištvan Semeredi     |
| 6     | FRG  | Wilfried Dietrich   |

Datum: 6. bis 10. September 1972 

12 Teilnehmer aus 12 Ländern